# José Gaspar Hardoy Tizol
José Gaspar Hardoy Tizol   (San Juan, 1865 - Barcelona, 24 de gener de 1924) fou un dirigent esportiu espanyol de començament de segle xx.
Era dentista de professió. Va ser president del RCD Espanyol en dues etapes (1911-12 i 1914-15), i membre de la junta directiva amb d'altres presidents. Durant el seu mandat entrà a la directiva el polític Josep Maria Tallada i Paulí, qui seria president de la Federació Catalana de Futbol.